# Paraleyrodes triungulae
Paraleyrodes triungulae là một loài côn trùng cánh nửa trong họ Aleyrodidae, phân họ Aleurodicinae.
Paraleyrodes triungulae được Martin miêu tả khoa học đầu tiên năm 2004.